# Nikolay Nossov
Pour les articles homonymes, voir Nossov.
Nikolaï Nikolaïevitch Nossov (russe : Николай Николаевич Носов, ukrainien : Микола Миколайович Носов), né le 23 novembre 1908 à Kiev – mort le 26 juillet 1976 à Moscou, est un écrivain soviétique spécialisé dans la littérature d'enfance et de jeunesse. Sa trilogie sur les aventures de Neznaïka et ses amis est particulièrement connue. Il commence sa carrière littéraire en 1938 et remporte l'Ordre de l'Étoile rouge en 1943.

## Biographie
De 1927 à 1929, Nossov étudie à l'Institut d'art de Kiev (en), puis à l'Institut national de la cinématographie, où il obtient un diplôme en 1932.
De 1932 à 1951, il travaille comme producteur de films d'animation et éducationnels, dont certains réalisés pour l'Armée rouge.
En 1938, Nossov publie ses premières histoires, dont Zateïniki (russe : Затейники, pouvant être traduit littéralement par Jokers), Chapeau vivant, Concombres, Pantalon magique et Rêveurs. La plupart de ses histoires sont publiées dans le magazine pour enfants Mourzilka et plusieurs d'entre-elles formeront la collection Rat-tat-tat (1945).
Ses œuvres les plus populaires seront celles dédiées au public adolescent, dont Une joyeuse famille (1949), Journal de Kolia Sinitsyne (1950) et Vitia Maleïev à l'école et à la maison (1951). Cette dernière apportera le prix Staline à son auteur en 1952.
Les plus célèbres et les plus aimés des lecteurs de Nossov sont ses histoire de Neznaïka, dont la première est Vintik, Chpountik et l'aspirateur. Sa célèbre trilogie, qui comprenait les volets Les aventures de Neznaïka et ses amis (1953-1954), Neznaïka dans la ville solaire (1958) et Neznaïka sur la Lune (1964-1965), sera récompensée par le prix Nadejda Kroupskaïa en 1969.
Mort à Moscou, l'écrivain est inhumé au cimetière de Kountsevo.